# Santilly (Eure-et-Loir)
Santilly is een gemeente in het Franse departement Eure-et-Loir (regio Centre-Val de Loire) en telt 305 inwoners (1999). De plaats maakt deel uit van het arrondissement Chartres. In de gemeente ligt spoorwegstation Château-Gaillard.

## Geografie
De oppervlakte van Santilly bedraagt 18,1 km², de bevolkingsdichtheid is 16,9 inwoners per km².
De onderstaande kaart toont de ligging van Santilly (Eure-et-Loir) met de belangrijkste infrastructuur en aangrenzende gemeenten.

## Demografie
Onderstaande figuur toont het verloop van het inwonertal (bron: INSEE-tellingen).